# Xenofrea punctata
Xenofrea punctata es una especie de escarabajo longicornio del género Xenofrea, tribu Xenofreini, subfamilia Lamiinae. Fue descrita científicamente por Galileo & Martins en 2006.

## Descripción
Mide 7-12 milímetros de longitud.

## Distribución
Se distribuye por Bolivia y Brasil.